# Dardo

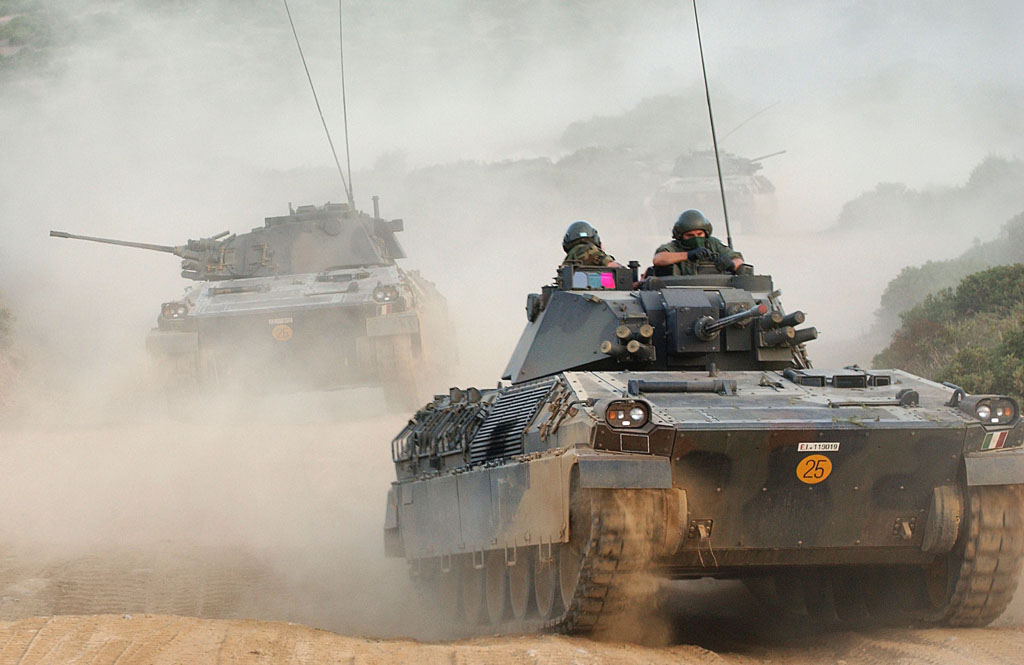
Dardo 2

Dardo는 이탈리아 육군의 요구 조건에 맞게 설계된 IFV, 보병전투차로, M113을 대체하기 위해 개발됐다.  Iveco Fiat Oto Melara Syndicated Company라는 제조사에 의해 설계됐다. 이베코는 선체 및 추진 시스템을 책임지고 오토 멜라라는 무기 및 화재 통제 시스템을 담당했다.

## 제원
| 장갑     | modular Front armour against 25mm APDS                                              |
| 주무기   | 25mm Oerlikon KBA automatic cannon; 2x Spike Anti-Tank Missile launchers (optional) |
| 보조무기 | 7.62 mm coaxial machine gun; Smoke-grenade launchers                                |
| 엔진     | Iveco – Fiat 6V MTCA turbodiesel 512 hp (382.2 kW)                                  |
| 중량비   | 24.5 hp/tonne                                                                       |
| 서스펜션 | hydropneumatic torsion bar                                                          |
| 항속거리 | 600 km (372.8 mi)                                                                   |

## 같이 보기
- K-21
- BMP-3
- 89식 장갑전투차